# بیوزات
بیوزات (به فرانسوی: Biozat) یک کمون در فرانسه است که در آلیه واقع شده‌است. بیوزات ۱۶٫۴۶ کیلومتر مربع مساحت دارد ۳۶۶ متر بالاتر از سطح دریا واقع شده‌است.